# Liceo Ariosto
Il liceo Ariosto è uno dei primi istituti scolastici superiori fondati nella città di Ferrara.

## Storia
Il liceo Ariosto è un'istituzione scolastica storica della città di Ferrara. Venne fondato il 3 dicembre 1860 quale Regio Liceo statale, poco tempo dopo l'unificazione delle province dell'Emilia al Regno di Sardegna, allo scopo di formare i figli della borghesia ferrarese.

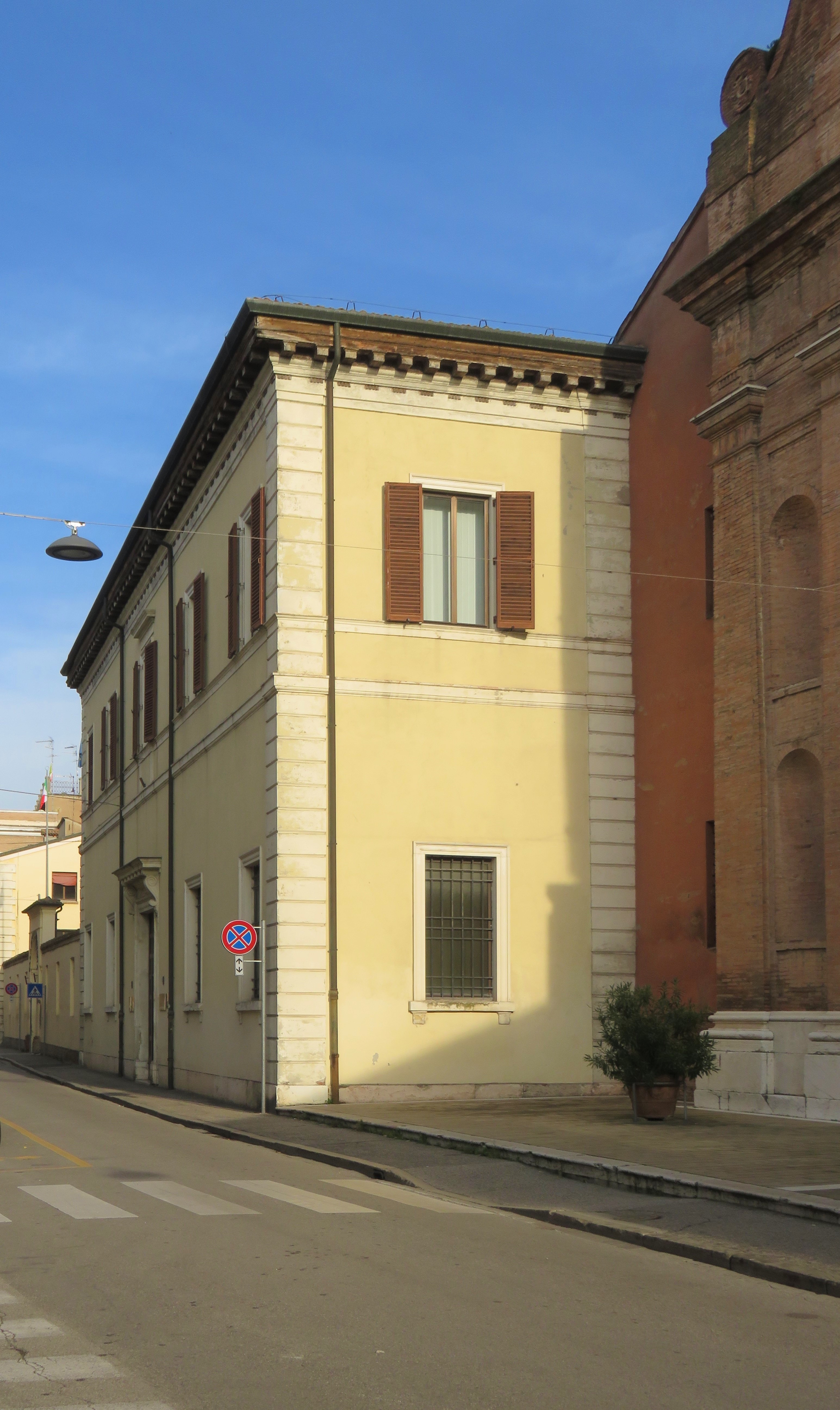
La prima sede del liceo Ariosto in via Borgoleoni, a Ferrara.

La prima sede storica dell'allora liceo ginnasio (che prevedeva un corso di studi di otto anni, suddivisi in cinque anni di ginnasio e tre successivi di liceo) fu l'ex collegio cinquecentesco dei gesuiti di via Borgoleoni. 
Le lezioni del primo anno scolastico, il 1860-1861, iniziarono con trentasei alunni.
Una precisa disposizione del periodo recitava: l'entrata e l'uscita degli allievi saranno regolate secondo l'ora indicata e suonata dall'orologio del Castello. I programmi scolastici erano volti a formare, attraverso studi umanistici e classici, la futura classe dirigente del nuovo Stato italiano.
Nel 1865 l'istituto scolastico venne intitolato alla memoria dello scrittore reggiano Ludovico Ariosto, autore dell'Orlando furioso.
Fino agli inizi del XX secolo la scuola ebbe tre corsi ed ogni anno le tre classi di prima ginnasio contavano circa settanta studenti, quasi tutti maschi. Dal 1860 al 1900 le studentesse diplomate furono solamente cinque e nel successivo ventennio rappresentarono circa un decimo degli alunni.

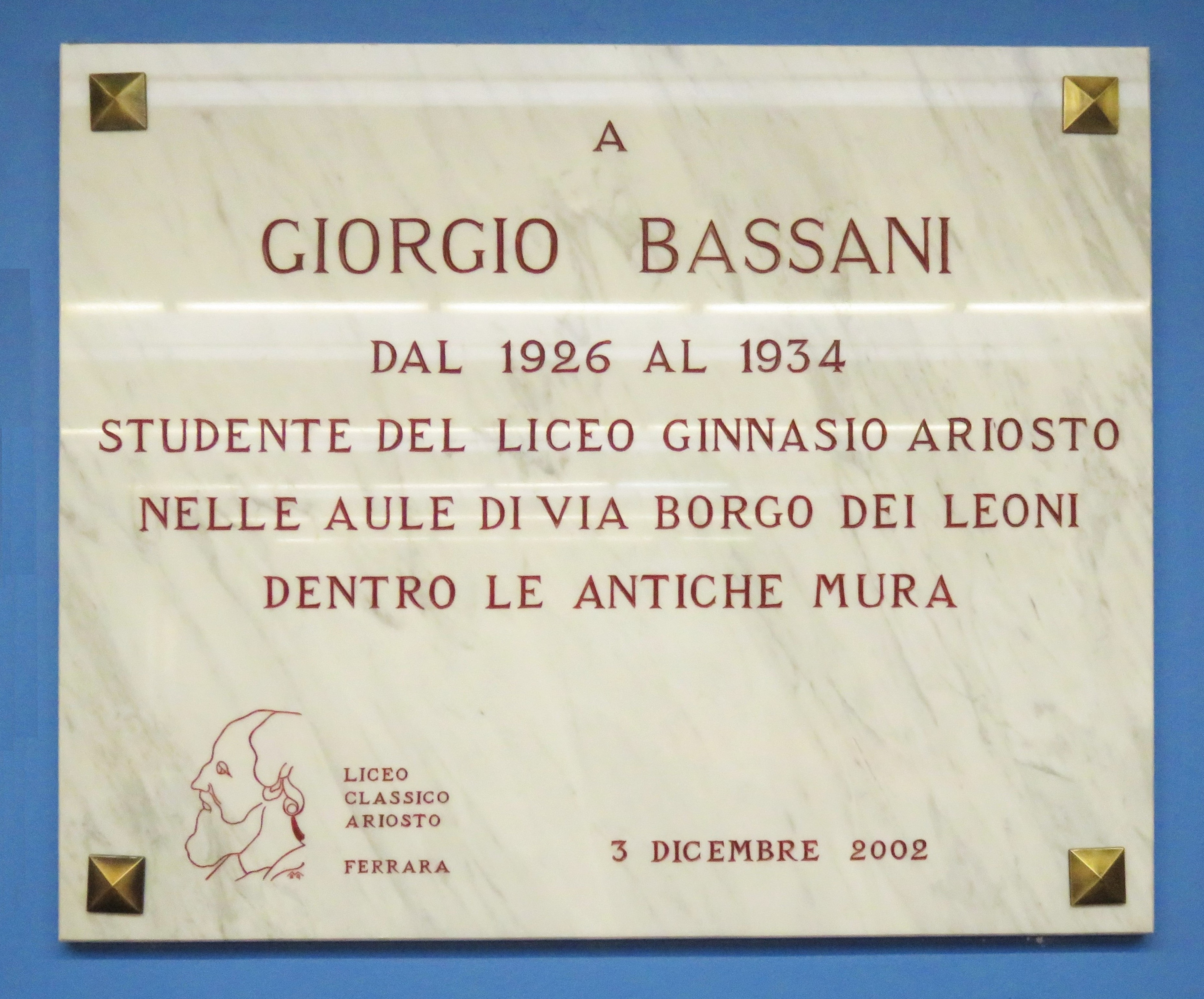
Epigrafe nel liceo che ricorda il suo studente Giorgio Bassani. Allo scrittore è dedicato l'atrio dell'istituto.

### Primo dopoguerra
Nel 1933 il liceo, come istituzione culturale, prese parte anche con prestiti a due importanti iniziative. 
La prima fu locale ma di rilevanza nazionale, le celebrazioni del IV Centenario ariostesco. Il liceo partecipò perché tutta l'amministrazione di Ferrara a partire suo podestà Renzo Ravenna, la stampa locale con Nello Quilici e la forte spinta di Italo Balbo intendevano valorizzare gli antichi fasti culturali, artistici e storici, partendo dalle celebrazioni per l'Ariosto, senza dimenticare gli effetti sul piano della propaganda. A Ferrara venne in visita per l'occasione anche Vittorio Emanuele III di Savoia.
La seconda fu nazionale, la Mostra della Rivoluzione fascista, a Roma.
Nel 1938 il professor Emilio Teglio, ebreo, preside dell'istituto, venne allontanato per l'entrata in vigore delle leggi razziali.

### Seconda guerra mondiale
Con l'anno scolastico 1940-1941 e con l'Italia entrata in guerra da pochi mesi, per effetto della Riforma Bottai, le prime tre classi, quelle del ginnasio inferiore, furono separate dall'istituto e formarono la nuova scuola media Torquato Tasso.

### Secondo dopoguerra
Dal 1976 l'istituto è stato trasferito nell'attuale sede di via Arianuova.

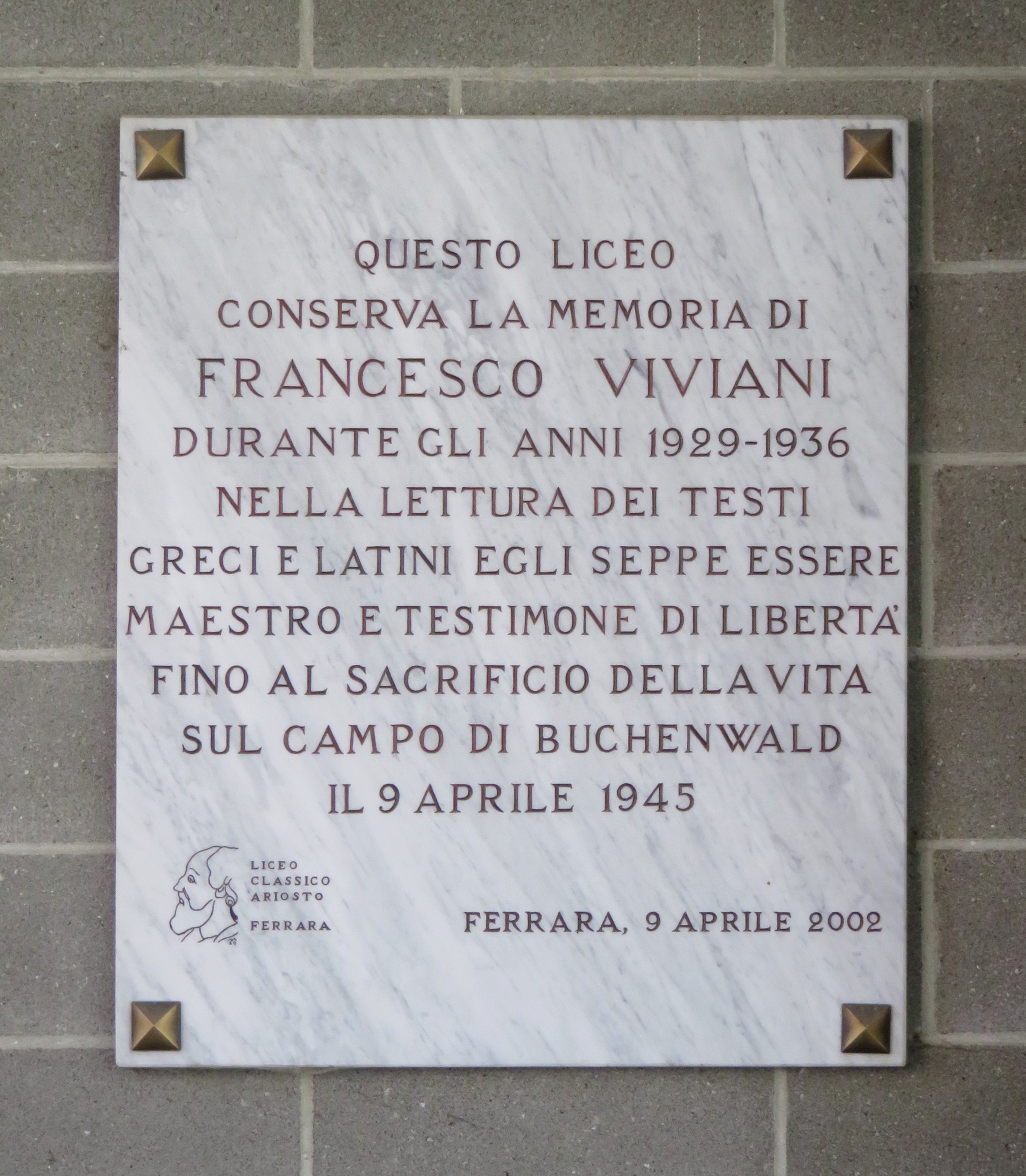
Lapide posta sulla parete del liceo a ricordo del professor Francesco Viviani.

Nel 2002 l'atrio del liceo è stato dedicato alla memoria di Giorgio Bassani. Lo scrittore vi ottenne la maturità nel 1934 e in seguito ricordò nelle sue opere l'esperienza scolastica ferrarese. In questo ambiente ha trovato collocazione una scultura di Annibale Zucchini.

## Sedi
La prima sede liceale, come sopra ricordato, fu accanto alla chiesa del Gesù in via Borgo dei Leoni, in un edificio cinquecentesco già collegio dei Gesuiti. Negli anni sessanta il preside di allora iniziò a chiedere all'amministrazione comunale cittadina un edificio più adeguato alle moderne esigenze didattiche. Venne individuata l'area precedentemente occupata da una caserma posta tra corso Biagio Rossetti, corso Ercole I d'Este e via Arianuova ed il nuovo piano regolatore del 1964 mise le basi per la demolizione di quella caserma.
Seguirono anni di incertezza dovuti sia al progetto iniziale di trovare spazio non per uno ma per due istituti scolastici (oltre al liceo Ariosto si pensò all'inizio anche all'istituto d'arte Dosso Dossi) sia al fatto che l'area si trova vicinissima ad un punto di grande importanza urbanistica e storica, il quadrivio degli Angeli.

### Sede moderna
Il progetto vincitore del concorso pubblico per la nuova struttura venne presentato da un gruppo formato da sei architetti ma non fu possibile metterlo in cantiere subito e si rese necessaria un'ulteriore attesa. Quando arrivò la disposizione del Consiglio superiore delle antichità e belle arti che destinava ad un'unica istituzione scolastica l'area, cioè al solo liceo, il progetto fu aggiornato e la direzione dei lavori affidata a Carlo Melograni. 
L'edificio ad un solo piano, pensato come un padiglione industriale inserito in un ampio cortile e realizzato in stile brutalista, nelle forme esteriori ricordava una fabbrica della cultura.

### Ampliamenti e spazi permanenti
Nel 2002 il complesso scolastico fu ampliato, integrandovi una nuova ala composta da tre piani che è divenuta l'accesso principale, su via Arianuova. 
Il liceo ospita tre spazi museali permanenti: 
- Historica: mostra di documenti che ripercorre la storia del liceo a partire dalla sua fondazione
- Naturalia: esposizione di collezioni naturalistiche dell'antico gabinetto di storia naturale della scuola
- Strumentaria: esposizione di strumenti ed apparecchi scientifici dell'antico gabinetto di fisica dell'istituto[12]

## Pubblicazioni
Nel tempo, i docenti e gli studenti del liceo hanno dato vita ad alcune pubblicazioni periodiche, di diverso stile e orientamento, inerenti l'istituto, tra queste:
- Gli Annuari del Liceo-ginnasio Ariosto, a partire dalla sua fondazione, che in seguito sono divenuti Annali[13][14][15][16][17]
- I Quaderni del Liceo Classico L. Ariosto Ferrara[18]
- 150 anni: Annuario Liceo Ariosto 1860-2010

## Laboratori
Dal 22 aprile 2005 all'interno del giardino del liceo (antica pertinenza di palazzo Prosperi-Sacrati) si trova il laboratorio didattico di archeologia Nereo Alfieri.